# Крыловский, Владлен Михайлович
Владлен Михайлович Крыловский — советский военный и политический деятель, генерал-лейтенант.

## Биография
Родился в 1924 году в Лепсинске. Член КПСС.
С 1941 года — на военной службе, общественной и политической работе. В 1941—1981 гг. — курсант Чкаловского училища противовоздушной обороны, командир взвода, командир батареи 1569-го зенитно-артиллерийского полка 1-й Белорусского фронта, начальник пограничной заставы, командир ряда пограничных соединений, командующий войсками Дальневосточного пограничного округа, заместитель начальника 15-го Главного управления КГБ СССР.
Делегат XXV и XXVI съездов КПСС.
Умер в 1995 году. Похоронен в Москве,на Троекуровском кладбище, участок №3